# Cladorhiza grandis
Cladorhiza grandis är en svampdjursart som beskrevs av Addison Emery Verrill 1879. Cladorhiza grandis ingår i släktet Cladorhiza och familjen Cladorhizidae. Inga underarter finns listade i Catalogue of Life.